# Gare de Vallon-en-Sully
La gare de Vallon-en-Sully est une gare ferroviaire française de la ligne de Bourges à Miécaze, située à proximité du centre-ville de Vallon-en-Sully, dans le département de l'Allier, en région Auvergne-Rhône-Alpes.
Elle est mise en service en 1861, par la Compagnie du chemin de fer de Paris à Orléans (PO).
C'est une gare de la Société nationale des chemins de fer français (SNCF), desservie par des trains express régionaux du réseau TER Centre-Val de Loire.

## Situation ferroviaire
Établie à 179 mètres d'altitude, la gare de Vallon-en-Sully est située au point kilométrique (PK) 304,580 de la ligne de Bourges à Miécaze (voie unique), entre les gares d'Urçay et de Magnette.
Elle dispose d'une voie d'évitement, avec un deuxième quai, permettant le croisement des trains sur cette ligne à voie unique.

## Histoire
La station de Vallon est mise en service le 9 décembre 1861 par la Compagnie du chemin de fer de Paris à Orléans (PO), lorsqu'elle ouvre à l'exploitation sa ligne de Bourges à Montluçon.
Le 4 mai 1940, le train de nuit express entre Aurillac et Paris déraille peu après son passage à la gare de Vallon, provoquant la mort de 33 personnes. 
Elle prend officiellement le nom de « Vallon-en-Sully » dans les années 2010.

La gare de Vallon
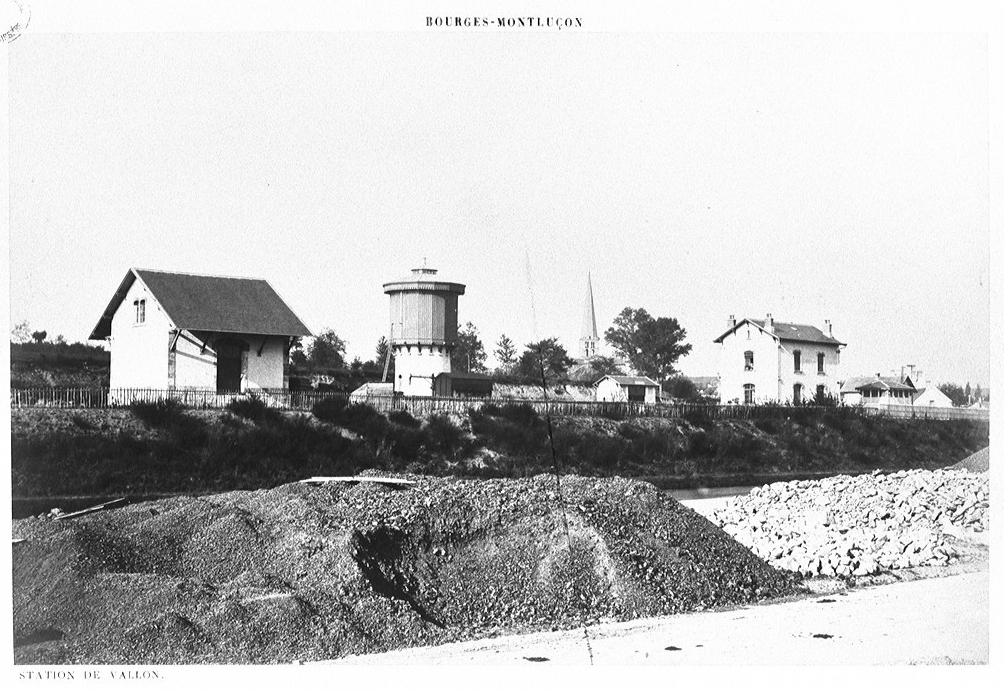
Vers 1865.
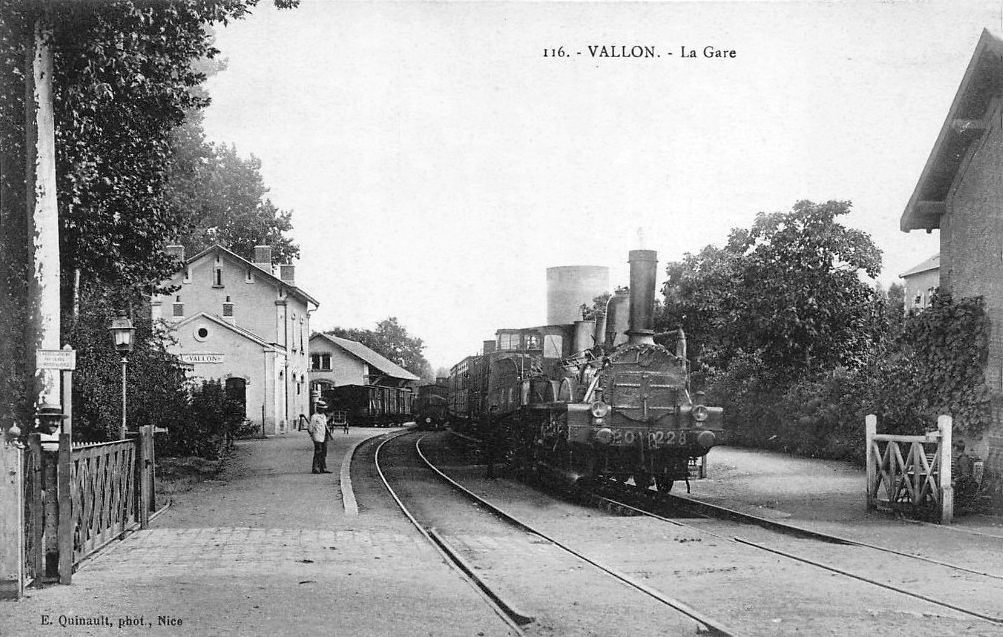
Vers 1900.

## Fréquentation
De 2015 à 2023, selon les estimations de la SNCF, la fréquentation annuelle de la gare s'élève aux nombres indiqués dans le tableau ci-dessous.
| Année     | 2015   | 2016   | 2017   | 2018   | 2019   | 2020   | 2021   | 2022   | 2023   |
| --------- | ------ | ------ | ------ | ------ | ------ | ------ | ------ | ------ | ------ |
| Voyageurs | 35 921 | 31 586 | 32 852 | 28 753 | 26 669 | 21 357 | 23 694 | 26 733 | 22 087 |

## Service des voyageurs

### Accueil
Halte SNCF, elle dispose d'un bâtiment voyageurs.
Disposant d'aménagements, équipements et services pour les personnes à mobilité réduite.
Un passage à niveau planchéié permet la traversée des voies et le passage d'un quai à l'autre.

### Desserte
Vallon-en-Sully est une gare du réseau TER Centre-Val de Loire, desservie par des trains circulant sur les relations de Montluçon-Ville à Vierzon et de Montluçon-Ville à Bourges (ou Saint-Amand-Montrond - Orval).

### Intermodalité
Un abri pour les vélos et un parking sont aménagés à ses abords.
Elle est desservie par des cars TER Centre-Val de Loire, en complément de la desserte ferroviaire, sur les relations de Montluçon-Ville à Urçay ou Saint-Amand-Montrond - Orval.

Installations de la gare
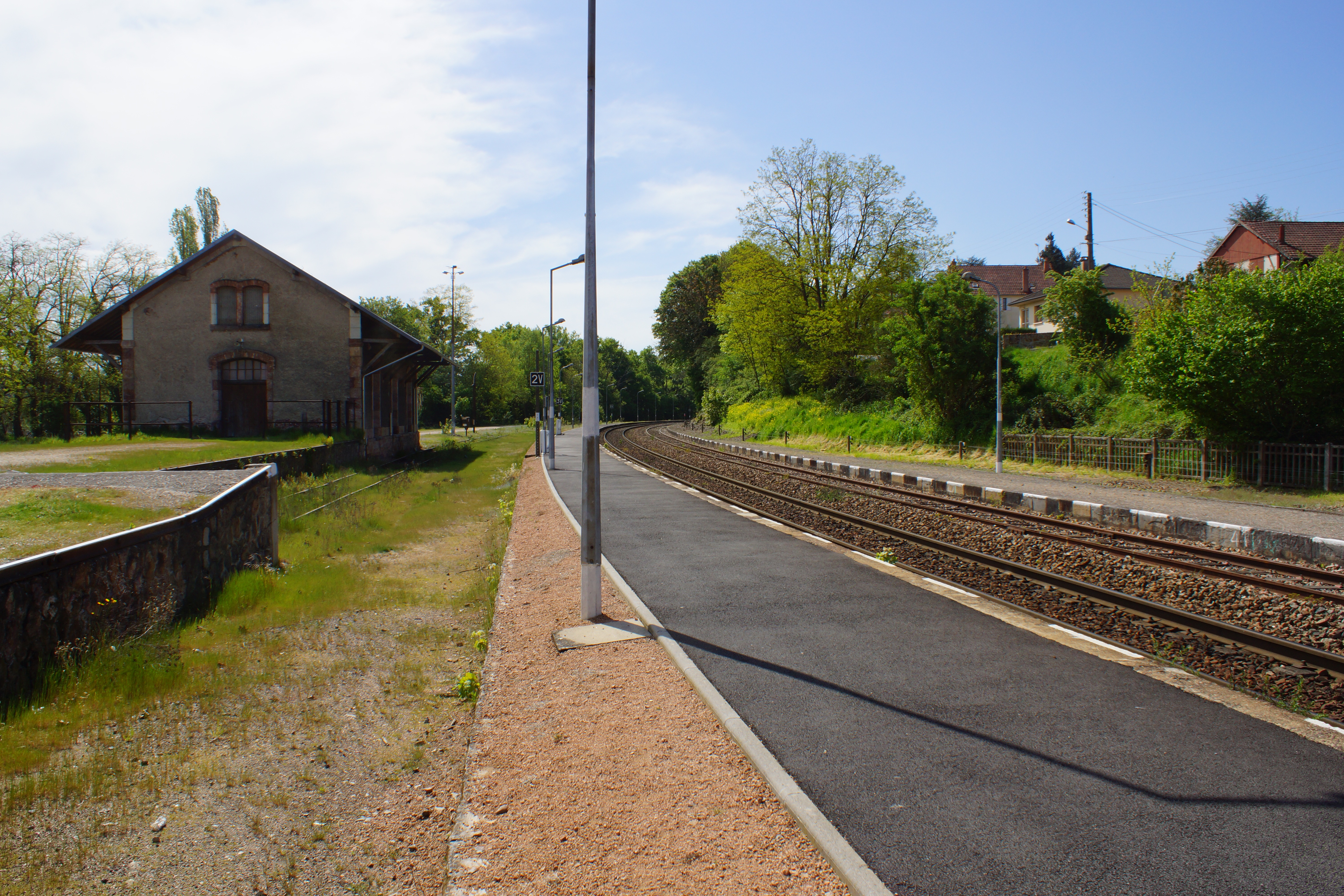
Vers Magnette et Montluçon
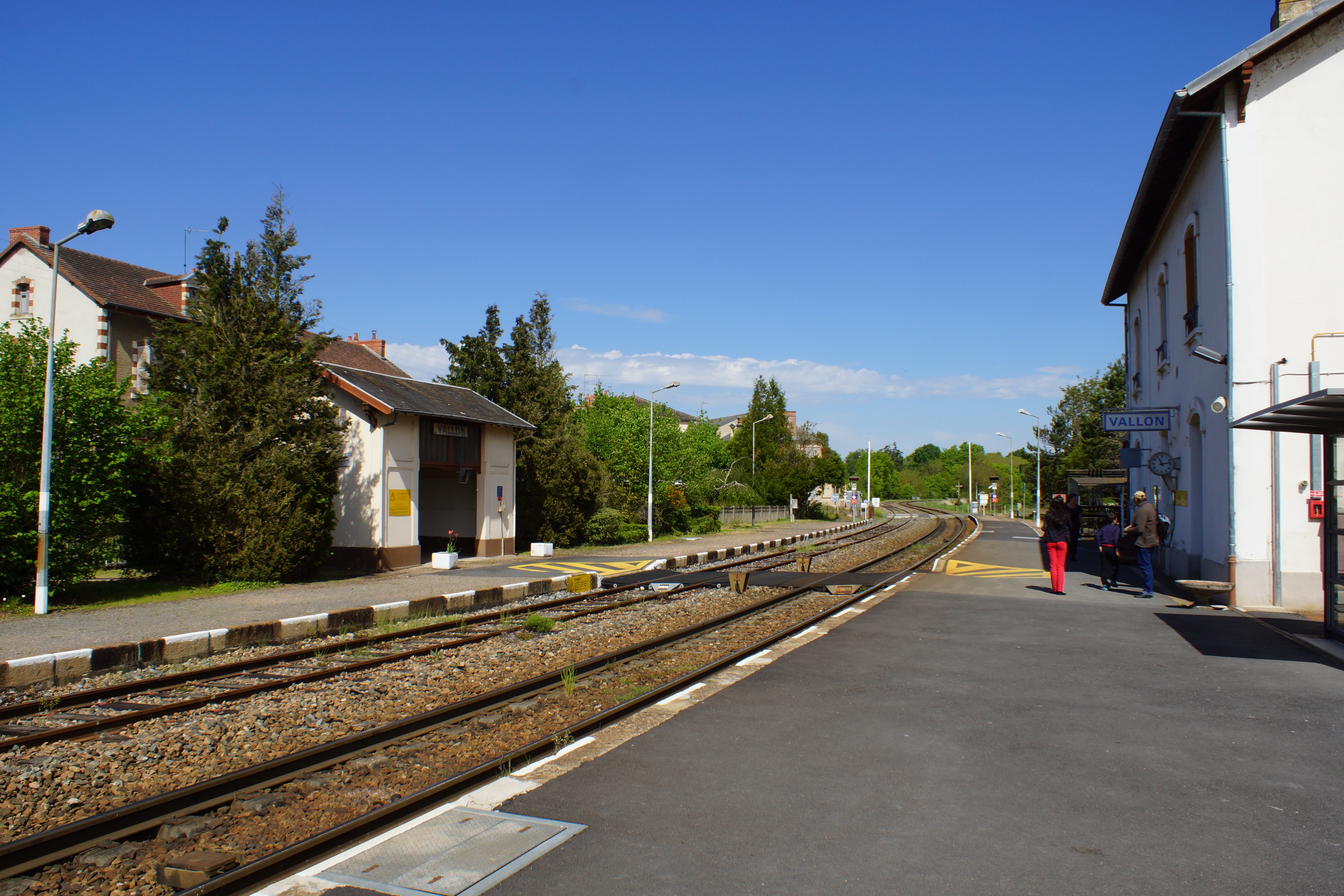
Vers Urçay et Bourges
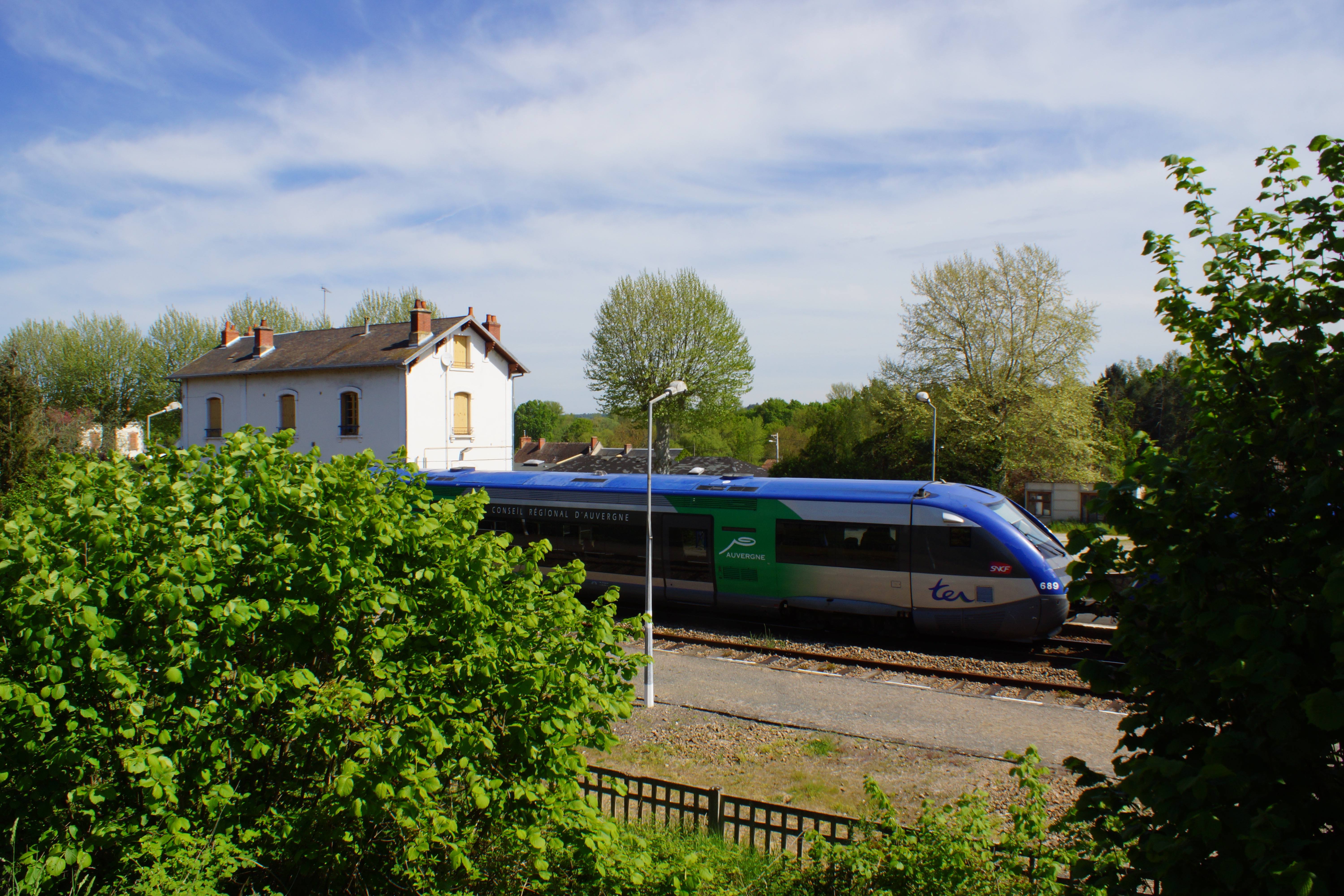
Desserte TER.